# Jean-Pierre Fougea
Jean-Pierre Fougea, né le 15 septembre 1944 à Neuilly-sur-Seine et mort le 29 décembre 2015 à Paris 18e, est un éditeur, producteur de cinéma et occasionnellement auteur français.

## Biographie
Oncle de Frédéric Fougea, marié et père de trois enfants.

## Filmographie

### Producteur

#### Cinéma
- 1972 : Le plat du jour (court-métrage)
- 1976 : Attention les yeux ! de Gérard Pirès
- 1976 : Deux imbéciles heureux d'Edmond Freess
- 1977 : Blue Jeans de Hugues Burin des Roziers
- 1979 : Et la tendresse ? Bordel ! de Patrick Schulmann
- 1982 : Elle voit des nains partout de Jean-Claude Sussfeld
- 1983 : Zig Zag Story (sortie en vidéo sous le titre Et la tendresse ?  Bordel 2!) de Patrick Schulmann
- 1983 : Le Sud de Victor Erice
- 1986 : Le bonheur a encore frappé de Jean-Luc Trottignon

#### Télévision
- 1994 : Match de Yves Amoureux

### Réalisateur
- 1975 : Godefinger ou Certaines chattes n'aiment pas le mou, coréalisé avec Edmond Freess[2]

### Acteur
- 1977 : Blue jeans - Du beurre aux Allemands : Le client qui sort de l'hôtel.

## Distinctions
- Chevalier de l'ordre des Arts et des Lettres